# Leonardo Deplano
Leonardo Deplano (n. 21 iulie 1999, Florența, Italia) este un înotător italian, medaliat olimpic. A participat la 1 ediție a Jocurilor Olimpice (2024) în care a câștigat 1 medalie de bronz.

## Participări
Lista de mai jos prezintă principalele competiții la care a participat Leonardo Deplano de-a lungul carierei.
- Natație la Jocurile Olimpice de vară din 2024 - 4x100 m liber (masculin)